# Ісламофобія
Ісламофобія — різновид ксенофобії, загальне визначення для різних форм негативної реакції на іслам, а також на пов'язані з ним суспільні явища.

## Визначення
Російський етнограф А. Кримін та незалежний православний експерт Г. Енгельгардт під ісламофобією розуміють «дії та вислови, що розцінюються мусульманами як ворожі до ісламу», куди включаються погроми, критика на адресу мусульман, ісламських активістів, ісламського віровчення та соціальної практики.
У 1997 році британський аналітичний центр Runnymede Trust опублікував доповідь «Ісламофобія — виклик для всіх». Професор Гордон Коннвей, який очолював проект, визначав ісламофобію як «страх і ненависть до ісламу й мусульман, притаманні ЗМІ усіх рівнів і розповсюджені у всіх прошарках суспільства».

## Причини явища
В основному наслідком ісламофобських настроїв є крайня нетолерантність мусульман до представників інших віросповідань, відкидання мусульманами гендерної рівності та часте несприйняття прогресивних явищ.

## Боротьба з ісламофобією
У грудні 2004 року відбулась конференція «Боротьба з ісламофобією», де головував генеральний секретар ООН. Рада Європи засудила прояви ісламофобії.
У Корані мусульманам вказано захищатись у разі переслідування:

Тим, на кого нападають, дозволено [битись], захищаючи себе від насильства. Воістину, у владі Аллаха допомогти тим, кого беззаконно було вигнано зі свого житла тільки за те, що говорили: «Наш Господь — Аллах». Якщо б Аллах не подарував одним людям можливість захищатись від інших, то неодмінно були б зруйновані каплиці, церкви, синагоги й мечеті, у яких прославляють ім'я Аллаха. Немає сумніву, Аллах допомагає тому, хто Йому допомагає. Воістину, Аллах — Всесильний, Могутній. (22, 39-40)

## Ісламофобія у світі
Ісламофобія з'явилась одночасно з початком розповсюдження Ісламу, однак її масштаби були незначними.
Різке зростання Ісламофобії усім світом пов'язано із подіями 11 вересня та війнами, які ведуться США у мусульманських країнах. Особливо скандальної відомості набув пастор Террі Джонс, який збирався привселюдно спалити Коран.
Після теракту 26 червня 2015 в популярному в іноземних туристів курорті Сус на узбережжі Тунісу, де було розстріляно 39 чоловік, в основному британських та німецьких туристів з Європи, влада Тунісу оголосила про закриття 80 мечетей. За словами прем'єр-міністра країни Хабіба Ессіда, ці мечеті, що знаходяться поза межами державного контролю, "поширюють отруту і будуть закриті протягом тижня".

### Ісламофобія у Європі
Ісламофобія в Європі полягає, в основному, у негативному ставленні до арабів та чорношкірих мусульман:
- У Великій Британії відзначаються випадки, коли школярів заарештовували за антимусульманські висловлювання[5].
- Комісія у справах британських мусульман та ісламофобії організації Runnymede Trust стверджує, що британських мусульман дискримінує влада [6].
- У грудні 2006 року газета The International Herald Tribune опублікувала доповідь Європейського центру з моніторингу проявів расизму і ксенофобії, який займається виявленнями порушень етнічного та релігійного характеру у країнах Євросоюзу. У доповіді наводяться сотні випадків проявів ісламофобії з 2004 року, серед яких: вандалізм щодо мечетей і мусульманських центрів, образи на адресу жінок, які носять мусульманські хустки (хіджаби), напади на мусульман, цькування собак. Відзначено випадок, коли група громадян із бейсбольними битами напала на мусульманську родину в Данії. Відповідно до доповіді, дискримінація мусульман спостерігаються на ринках праці й житла, у галузі освіти[7].
- Ісламські фундаменталісти вважають ісламофобією заборону у Бельгії з 2010 року носити паранджу 2012-09-17[джерело?], а у Франції з 2011 року — хіджаб 2012-09-17[джерело?].
- Норвезький визнаний психічно здоровим Андерс Берінг Брейвік 22 липня 2011 року — убив 77 й поранив 97 співгромадян (деякі з яких були мусульманами) на острові Утойя, де відпочивали діти правлячої партії, яка на думку Брейвіка спричинила наплив мігрантів. Після цього відкрито заявив, що він лютеранського віросповідання і член масонської ложі «Святого Павла».

### Ісламофобія у США
- У 2004 році організація Рада американо-ісламських відносин (CAIR) розпочала кампанію проти ісламофобії в американських ЗМІ[8].
- Колобов вважає проявами ісламофобії дії США проти Ірану, Лівії, Сирії, Судану[9].

## Звинувачення в «ісламофобії»
Звинуваченнями в ісламофобії часом зловживають популістські політики, які самі належать до реакційних або ультра-консервативних кіл ісламу. Так багаторічний президент Туреччини Реджеп Ердоган, якого в країнах демократії давно звинувачують в цілеспрямованій ісламізації країни, клерікальній демагогії, узурпації влади та зловживанні нею — використав в пропагандиських цілях випадок вбивства трьох молодих людей, що належали до ісламської конфесії в місті Чапел Хілл в Північній Кароліні в лютому 2015. Мотиви вбивства ще не були до кінця з'ясовані, місцева влада та поліція заявила, що про тероризм мова не йде. Але Ердоган тут же звинуватив Америку в «ісламофобії», а президента Обаму в «мовчанні». Він зажадав від президента Обами негайного звіту або публічного вибачення. « - Обама! Чого ти мовчиш!?» — риторично закликав Ердоган.